# Otto Gerig

Otto Gerig

Otto Gerig (* 9. Juni 1885 in Rosenberg (Baden); † 3. Oktober 1944 im KZ Buchenwald) war ein deutscher Gewerkschafter und Politiker (Zentrum).

## Leben und Beruf
Otto Gerig wurde als drittes von zehn Kindern eines Hauptlehrers und Organisten geboren. Nach dem Abschluss der Hauptschule im Jahr 1899 belegte er einen Fortbildungskurs an der Technischen Hochschule Karlsruhe und absolvierte eine Ausbildung zum Versicherungskaufmann, welche er mit der Prüfung zum Handlungsgehilfen beendete. Im Anschluss arbeitete er für verschiedene Versicherungsgesellschaften. Eine Anstellung bei der Basler Versicherung führte ihn schließlich nach Köln.
Seit 1907 war Gerig Mitglied des Deutschnationalen Handlungsgehilfen-Verbands (DHV), wo er sich zunächst ehrenamtlich engagierte. Im späteren Verlauf fungierte er als hauptamtliches Vorstandsmitglied des DHV und war von 1921 bis 1922 DHV-Gauführer des Gaues Niederrhein-Westfalen in Essen. Daneben war Gerig Mitglied des Vorstandes des christlichen Richtungsverbandes des DHV und agierte als geschäftsführendes Vorstandsmitglied in der Dachorganisation des Deutschen Gewerkschaftsbundes in Berlin.
Gerig nahm als Soldat am Ersten Weltkrieg teil und erhielt mehrere militärische Auszeichnungen, bevor er vom Fronteinsatz zurückgezogen wurde.
Nach seiner Hochzeit mit Hanna Degenhardt am 10. Mai 1924 in Potsdam ließ er sich mit seiner Familie in Köln-Deutz nieder.

## Politische Verfolgung im Nationalsozialismus
Mit der Machtübernahme der Nationalsozialisten begann für Gerig eine Zeit der politischen Verfolgung. Bei der Gleichschaltung der Gewerkschaften in der Deutschen Arbeitsfront wurde er am 25. Juni 1933 mit einer geringfügigen Abfindung aus dem DHV entlassen und verlor den Anspruch auf seine juristisch zugesicherte Pension. Gerig galt als politisch unzuverlässig und wurde von einer beruflichen Tätigkeit in anderen Verbänden ausgeschlossen. Eine geplante Auswanderung nach Brasilien scheiterte. Gerig versuchte erfolglos, ein Lebensmittelgeschäft zu betreiben, so dass die Familie in wirtschaftliche Not geriet. Kurzzeitig wurde er beim Städtischen Wohlfahrtsamt in Köln unterstützt und beschäftigt. Gerig fand ab dem 25. Juli 1937 eine Anstellung als Kaufmann bei den Kölner Ford-Werken. Nach einmonatiger Probezeit drohte ihm eine Kündigung wegen politischer Unzuverlässigkeit; er wurde dann aber doch weiter beschäftigt. Die Deutsche Bank brachte Gerig in Verdacht, er sei verantwortlich für ein verborgenes Parteivermögen, das bei der Amsterdamer Bank angelegt war. Gerig blieb weiter politisch unangepasst und verdächtig, weil er kirchlich verbunden blieb, insgeheim Verbindungen zu Oppositionellen hielt und sich weigerte, eine Erklärung über einen politischen Sinneswandel abzugeben.
Bei der Aktion „Gitter“ wurde mit anderen ehemaligen Reichstagsabgeordneten und Politikern demokratischer Parteien (u. a. Konrad Adenauer, Josef Baumhoff, Peter Schlack, Joseph Roth und Peter Paffenholz) auch Gerig verhaftet. Er wurde am 23. August 1944 inhaftiert, einen Tag später in das Kölner Gestapo-Gefängnis EL-DE-Haus eingeliefert und von dort als Schutzhäftling in das Arbeitserziehungslager in den Messehallen in Köln-Deutz überführt. In dieser Zeit versuchte seine Frau, Hanna Gerig, ihn frei zu bekommen. Am 16. September 1944 wurde Gerig zusammen mit Baumhoff, Roth und Schlack ins KZ Buchenwald überführt. Sie wurden in den Zellenblock 45 untergebracht. Dort verstarb er kurze Zeit später. Seine KZ-Nummer lautete 81614.

## Abgeordneter
Gerig war seit 1913 Mitglied der Zentrumspartei, war von 1921 bis 1924 Mitglied des Preußischen Landtags und gehörte von 1923 bis 1933 dem Reichstag an.

## Ehrungen

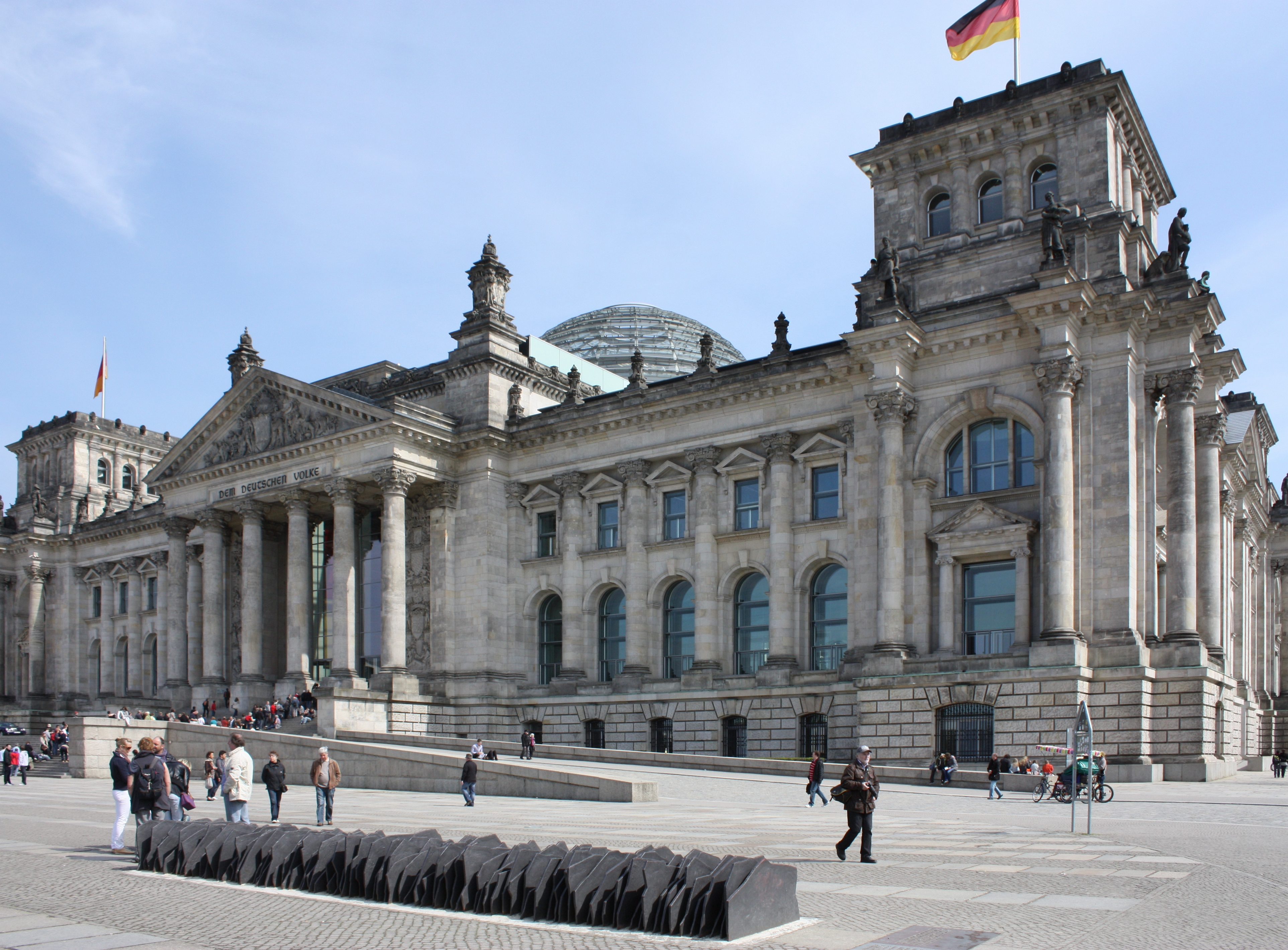
Gedenktafeln am Reichstag

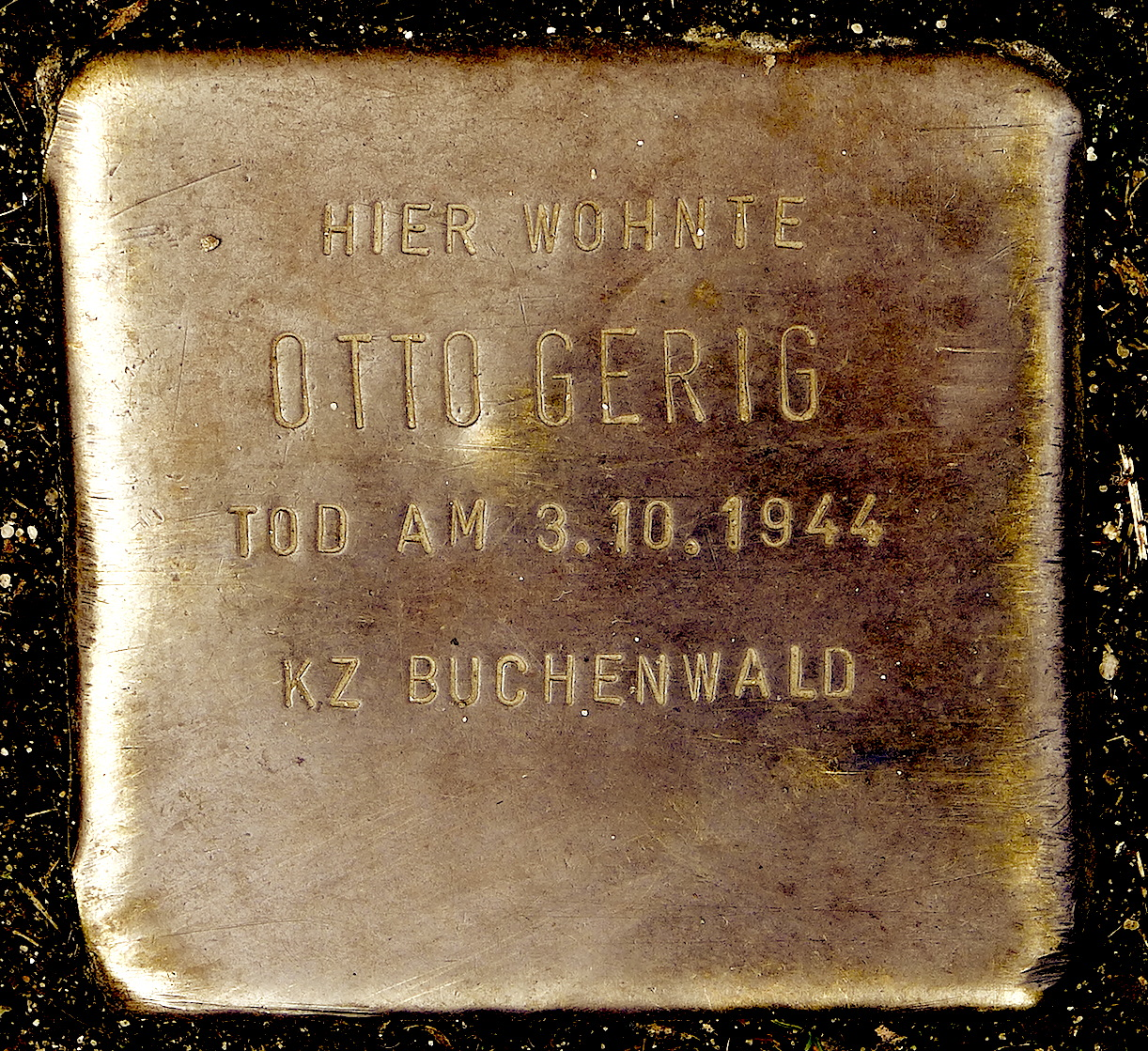
Stolperstein Alarichstraße 41 in Köln-Deutz

- In Köln-Deutz wurde 1970 auf Vorschlag der CDU-Fraktion im Kölner Rat zu Ehren Gerigs eine Straße benannt. Seit 1992 erinnert in Berlin in der Nähe des Reichstags eine der 96 Gedenktafeln für von den Nationalsozialisten ermordete Reichstagsabgeordnete an Gerig.
- Die katholische Kirche hat Otto Gerig im Jahr 1999 als Glaubenszeugen in das deutsche Martyrologium des 20. Jahrhunderts aufgenommen.
- An seiner ehemaligen Wohnadresse Alarichstraße 41 in Köln-Deutz wurde vom Künstler Gunter Demnig ein Stolperstein verlegt.